# Porcellio quercuum
Porcellio quercuum is een pissebed uit de familie Porcellionidae. De wetenschappelijke naam van de soort is voor het eerst geldig gepubliceerd in 1952 door Karl Wilhelm Verhoeff.